# Ief Smets
Ief Smets (3 juli 1985) is een Belgisch touwtrekker.

## Levensloop
Smets is afkomstig uit Dessel en is aangesloten bij de Retiese touwtrekkersclub Familie Janssens, waarvan hij tevens trainer is.
Daarnaast is hij als trainer-speler actief in het Belgisch touwtrekteam. Met de Pull Bulls nam hij onder meer deel aan de Wereldspelen van 2022, alwaar ze brons behaalden in de klasse tot 640 kg.